# Целестин
Целестин — мінерал групи бариту, сульфат стронцію. Іноді зустрічається назва «целестит». Синоніми: апотом, шютцит, целестит.

## Етимологія та історія
Мінерал був відомий ще в 18 столітті, але ще в 1781 році вважався баритом. Лише аналіз, проведений Мартіном Генріхом Клапротом у 1797 році, показав, що це був матеріал, що містить стронцій, який він назвав стронцієва земля. Через рік Авраам Ґотлоб Вернер (1749—1817) ввів для мінералу назву целестин, яка діє й сьогодні, після латинського слова coelestis, що означає небесно-блакитний, оскільки він дуже часто зустрічається в цьому характерному кольорі. У пізніших роботах Вернера також зустрічається написання celestine, а в інших мінералогічних записах, серед іншого, написання celestine. Проте в професійних колах переважало написання celestite.
Типове місце розташування — Беллс-Міл поблизу Беллвуда в окрузі Блер, штат Пенсільванія.

## Загальний опис
Хімічна формула: Sr[SO4]. Містить (%): SrO — 56,42 %, SO3 — 43,58 %. Часто присутні домішки СаО, ВаО. При заміні Sr на Са — кальціоцелестин. Ізоструктурний з баритом, утворює з ним ізоморфний ряд (проміжні члени — баритоцелестин, целестобарит). Сингонія ромбічна. Ромбо-дипірамідальний вид. Спайність по (001) і (210) досконала, по (110) ясна. Утворює таблитчасті або призматичні кристали, зернисті, жердиноподібні (подовжені по (011)) і шкаралупчасті масивні зернисті аґреґати, волокнисті прожилки.
Твердість 3-3,5. Густина 3,9-4,0. Блиск перламутровий до скляного. Прозорий до просвічуючого. Буває безбарвним або білим, але нерідкі різновиди, пофарбовані у світлий сірувато-блакитний колір. Риса біла. Злам нерівний. Крихкий. Забарвлює полум'я в червоний колір. Утворюється в тріщинах і друзових порожнинах. Кристали (ромбічної сингонії) багаті гранями. Бувають стовпчастими, таблитчатими, зустрічаються і зернисті агрегати.
Представлений подовжено-призматичними або (набагато рідше) таблитчатими кристалами із забарвленням від безбарвного та молочно-білого до блакитного і буро-жовтого. Зазвичай целестин утворює агрегати з променисто- або паралельно розташованими кристалами або масивні скупчення щільної або конкреційної будови. Часто утворює псевдоморфози по кальциту. Не дуже твердий і важкий, целестин володіє досконалою спайністю, паралельної основі кристалів. Частіше він прозорий, має скляний і перламутровий блиском.
Стронцієвий аналог бариту.

## Діагностичні ознаки
Целестин іноді можна сплутати з іншими сульфатами, наприклад з баритом, чия питома вага, однак, значно більше. Для перевірки можна провести нескладне хімічне випробування — взяти порошок мінералу на кінчик платинової голки і помістити в полум'я газового пальника. Він забарвиться в карміново-червоний колір завдяки присутності стронцію.

## Походження
Целестин може мати гідротермальне походження. Але для нього типовіший осадовий евапорітовий генезис. Спільно з ним відкладалися сірка, арагоніт і комплекс типових евапоритових мінералів.
Відомий переважно в хемогенобіогенних осадових породах (вапняках, доломітах, ґіпсах, кам'яній і калійній солях, глинистих сланцях, мергелях, пісковиках); зустрічається також в гідротермальних жилах і в порожнинах основних вивержених порід. Рідше — в постмагматичних парагенезисах. Супутні мінерали: кальцит, арагоніт, ґіпс, сірка, галіт, флюорит, стронціаніт. Головна руда стронцію.

## Різновиди
Розрізняють:
- целестин баріїстий (різновид целестину з родов. Лердвіл, США, який містить 7,28 % ВаО),
- целестин волокнистий (різновид целестину у вигляді волокнистих аґреґатів),
- целестин кальціїстий (різновид целестину, який містить до 2 % СаО).

## Розповсюдження
Блакитні кристали знайдені в базальтах Монтекіо-Маджоре (провінція Віченца) і в пегматитах Мадагаскару. В областях Сицилія і Романья (Італія) в породах, що містять гіпс і сірку, целестин зазвичай білий. Близько м. Єна (Німеччина) він зустрічається у вигляді жилок волокнистої будови блакитного кольору. Родовища, придатні для промислової розробки, є в Англії, Росії та Тунісі. Дуже крупні кристали, сірувато-білі і майже непрозорі, довжиною до 75 см і вагою до 2 кг знайдені в Сполучених Штатах. Прекрасні екземпляри, хоча і невеликих розмірів, зустрічаються в італійських родовищах. В Енні і Агріженто (область Сицилія) і в Пертікаре (область Марке) виявлені чудові групи кристалів по більшій частині білого кольору в асоціації із сіркою та гіпсом.
Знахідки: Північний Рейн-Вестфалія, Гессен (ФРН), Шпанія Доліна (Словаччина), графство Глостершир (Англія), провінція Ґранада (Іспанія), Венеція і острів Сицилія (Італія), штат Тенессі (США), Мокаттам (Єгипет), Росен (Болгарія), Сьєрра-Мохада (Мексика), Джетим-Тау (Таджикистан), річка Сулу-Терек (Киргизстан), масив Покрово-Киреївський (Приазов'я), річка Арпа (Вірменія).

## Застосування
Целестин — основна руда на стронцій, який використовується в піротехніці і виробництві трасуючих куль (оскільки стронцій забарвлює полум'я в карміново-червоний колір). Стронцій застосовується також у ядерній енергетиці, у виробництві лаків та ін. У домашніх колекціях зберігати не рекомендується.

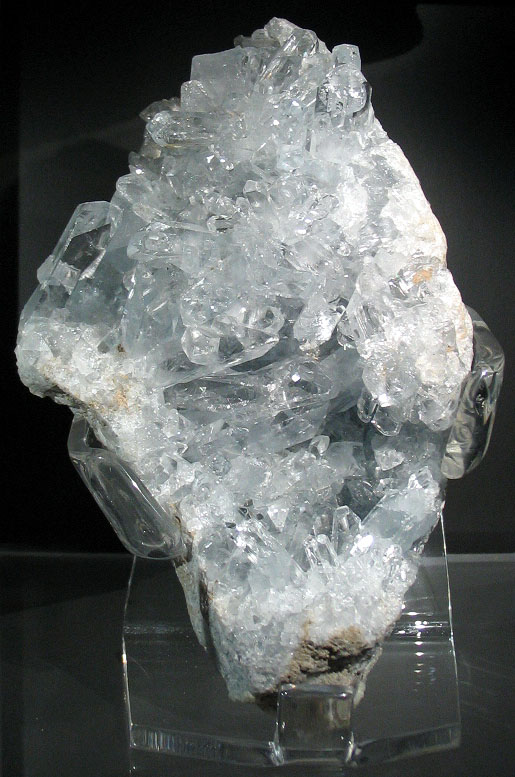
border
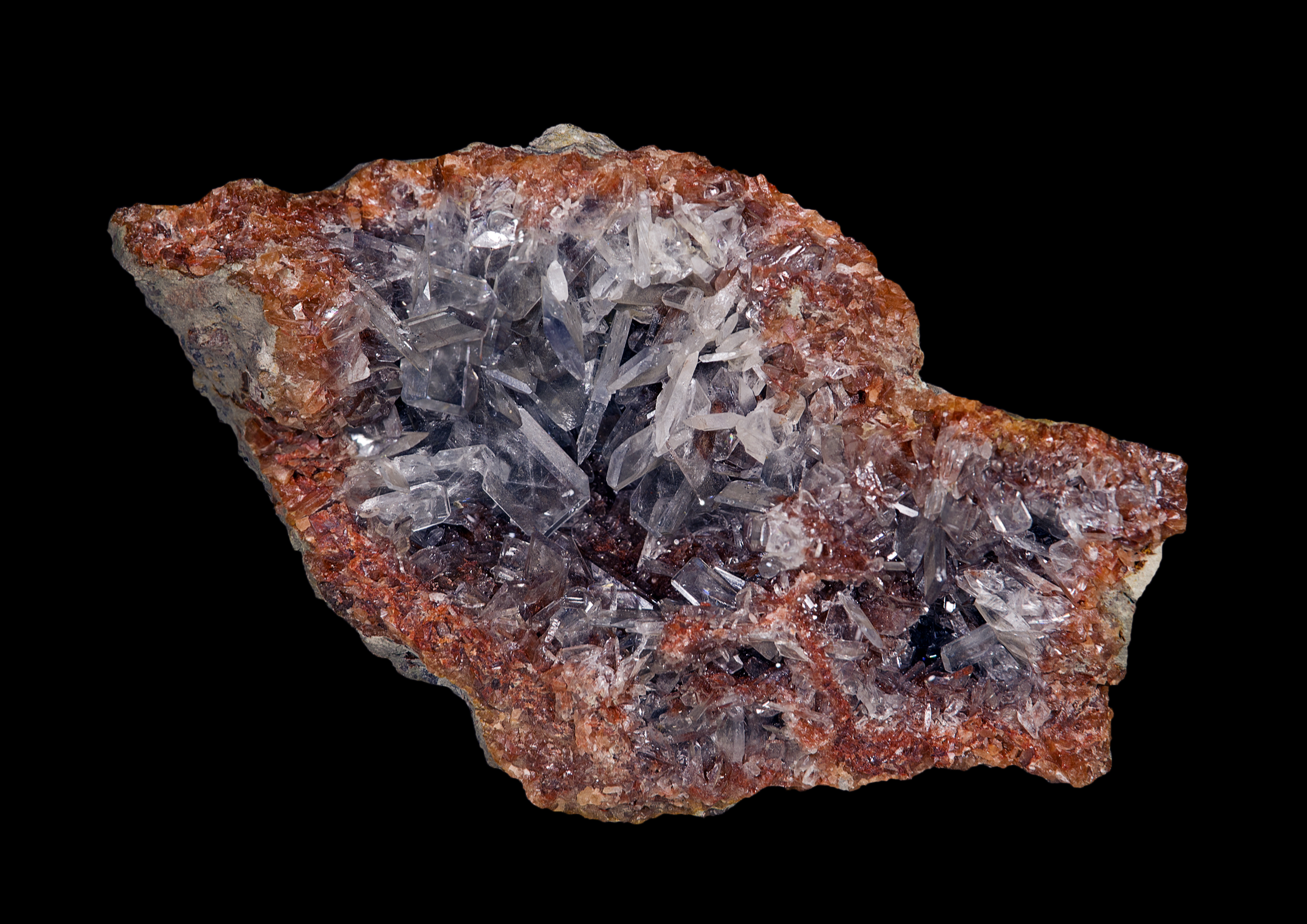
border
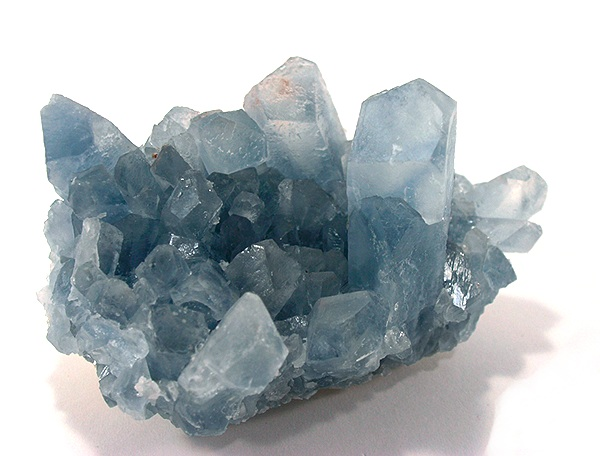
border
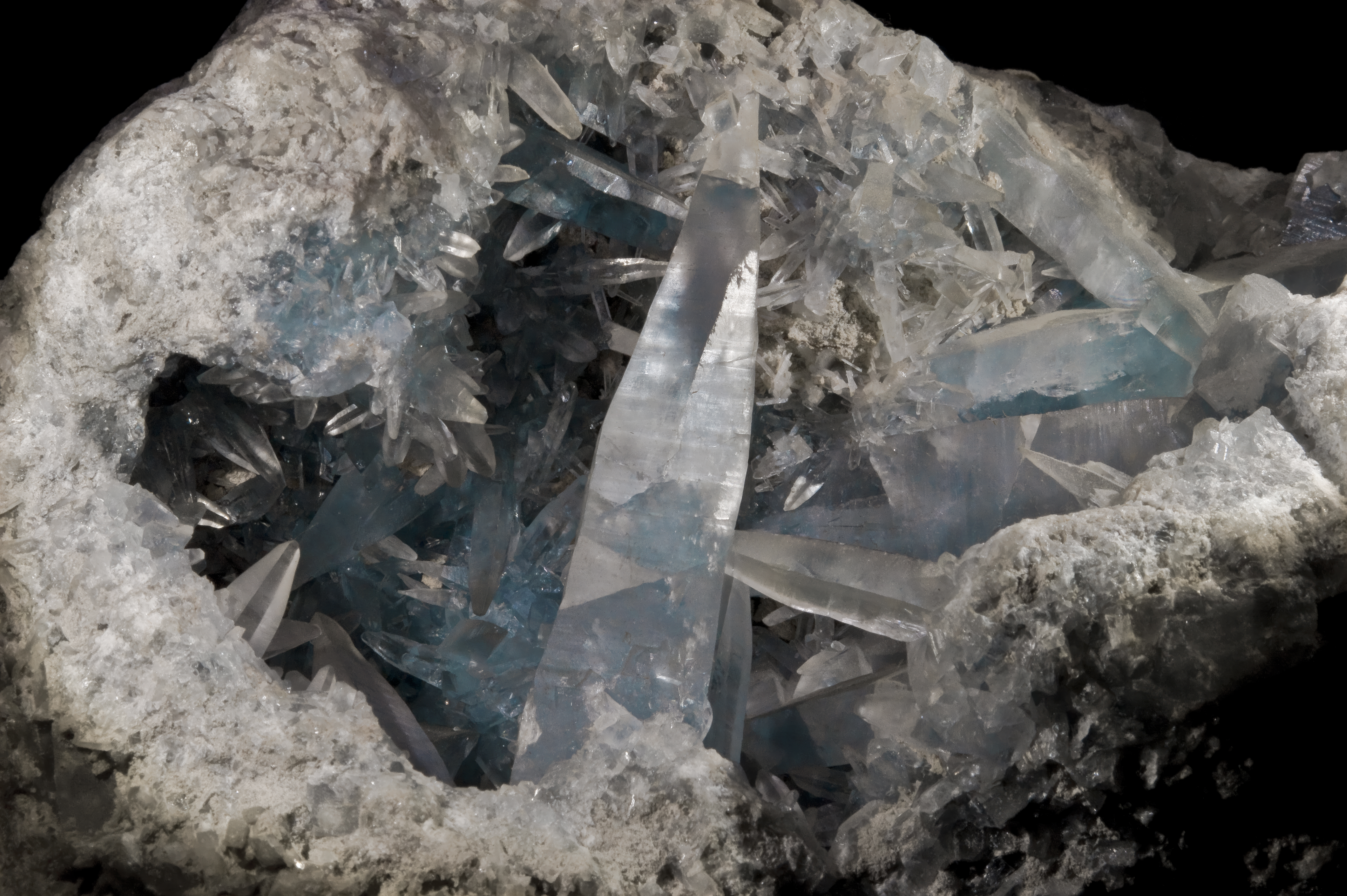
border
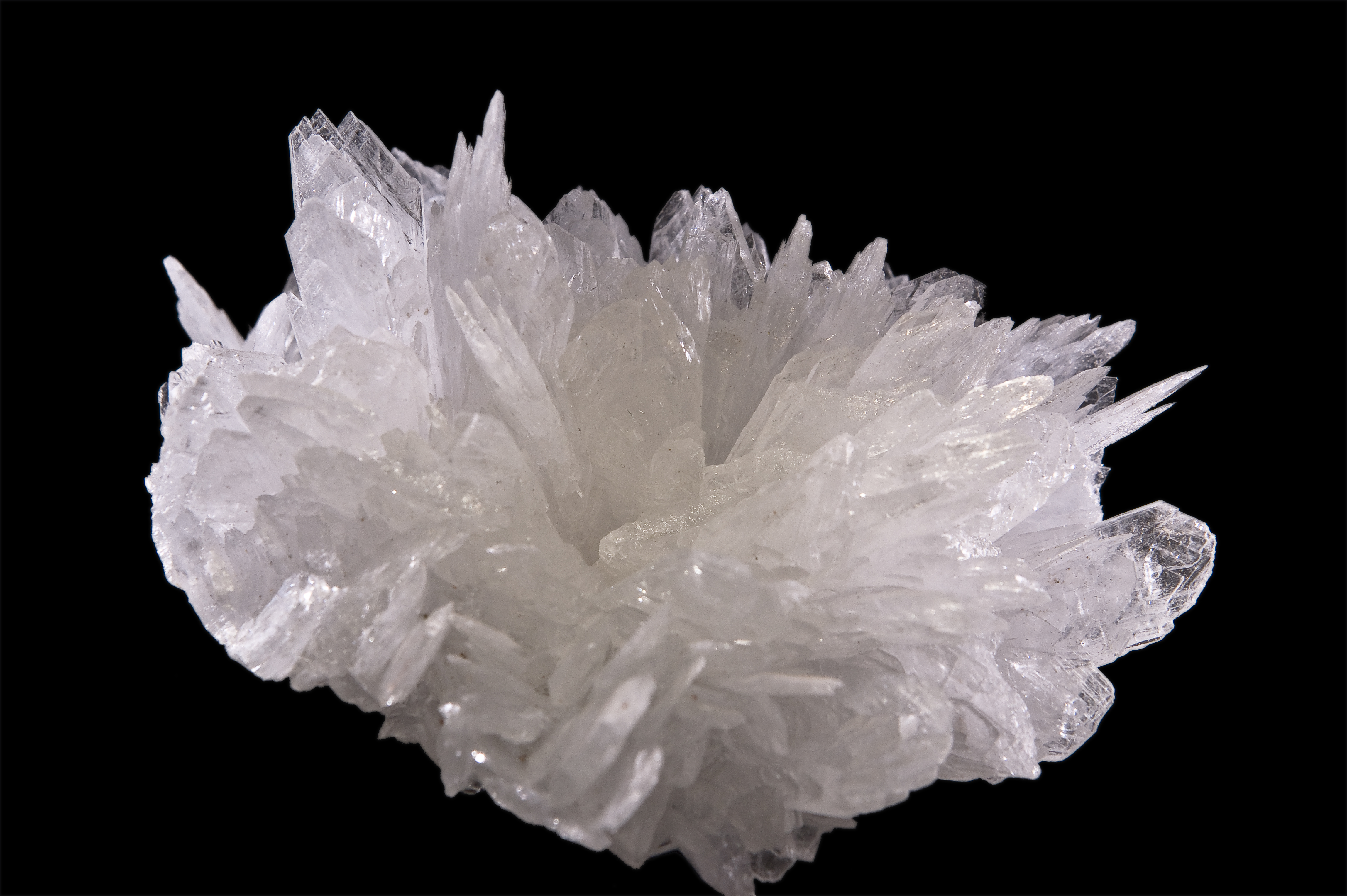
border